# The Point Men
The Point Men (en hangul, 교섭; hanja: 交涉; romanización revisada del coreano: Gyoseob; lit. 'Negociación') es una película de acción y suspenso surcoreana de 2023, dirigida por Yim Soon-rye y protagonizada por Hwang Jung-min y Hyun Bin. La trama está basada en la crisis de los rehenes surcoreanos en Afganistán de 2007, si bien los personajes son ficticios. La película se estrenó el 18 de enero de 2023.

## Sinopsis
The Point Men es una película que muestra las gestiones y negociaciones de un diplomático (Jung Jae-ho) y un agente local del Servicio de Inteligencia Nacional surcoreano (Park Dae-sik) para liberar a veintitrés misioneros connacionales que habían sido secuestrados en Afganistán por militantes talibanes. La demanda de estos es retirar las tropas surcoreanas estacionadas allí y liberar a la misma cantidad de prisioneros talibanes que de rehenes. Jung Jae-ho y Park Dae-sik deben negociar en esta crisis desesperada donde se dan plazos de 24 horas para ejecutar rehenes. Aunque son todos funcionarios públicos, las posiciones y respuestas de los diplomáticos y los agentes del NIS son inevitablemente diferentes. Lo único que los dos tienen en común es que deben rescatar a los rehenes de forma segura.

## Reparto
- Hwang Jung-min como Jung Jae-ho, un diplomático especializado en negociaciones que es enviado a Afganistán después del secuestro.[2]
- Hyun Bin como Park Dae-sik, agente local del NIS.[2][4]
- Kang Ki-young como Qasim / Lee Bong-han, un coreano maleducado que sobrevivió en los callejones de Afganistán y domina la situación y el idioma locales y es un intérprete indispensable.[2]
- Jung Jae-sung como el viceministro Kim.[5][6][7]
- Kwon Hyuk como secretario.
- Bryan Larkin como Abdalá, que finge ayudar mientras oculta sus verdaderas intenciones.[8]
- Jeon Sung-woo como el secretario Cha, el miembro más joven del equipo de negociación.[8]
- Park Hyung-soo como Park Jeon-ryak.[9]
- Fahim Fazli como el líder talibán Nullhaq.
- Lee Seung-chul como el ministro Choi.
- Iyad Hajjaj como el ministro de Relaciones Exteriores de Afganistán.
- Ahn Chang-hwan como Sim Bo-jung.[8]
- Park Hyung-soo.[8]
- Seo Sang-won como Cho Guk-jang.
- Choi Jeong-in como Hong Mi-sook.
- Park Seong-geun como secretario jefe.
- Jang Myeong-gap como jefe de NIS.
- Seon Wook-hyeon como jefe de seguridad.
- Lee Jeong-yeol como el ministro de Defensa.

### Apariciones especiales
- Park Won-sang como presentador del programa de debate.
- Kang Mal-geum como Kim Eun-hee.[10]
- Nam Myeong-ryeol como el Presidente.
- Lee Ji-ae como presentadora de noticias.

## Producción
El presupuesto ascendió a 15 000 millones de wones, el más alto manejado nunca por la directora Yim Soon-rye, aproximadamente diez veces más elevado que el de su película anterior, Little Forest. Esta se reencuentra después de 22 años con Hwang Jung-min (Waikiki Brothers, 2001).
Para la película se ha utilizado la tecnología de sonido envolvente Dolby Atmos. El equipo de producción tuvo dificultades a la hora de reclutar un equipo de grabación local para captar los sonidos de Afganistán (como las conversaciones en un café, la oración o el bullicio del mercado), debido a la situación política del país. Las grabaciones locales se realizaron en secreto.
El guion de The Point Men está inspirado en una historia real, el secuestro de veintitrés misioneros surcoreanos por militantes talibanes entre julio y agosto de 2007, que se saldó con la muerte de dos de ellos y la liberación de los restantes. Los hechos causaron fuertes polémicas en su momento: mucha gente reprochó al grupo misionero su conducta temeraria e irresponsable, y se reclamó al gobierno que no se involucrara en negociaciones de rescate.
El rodaje se llevó a cabo en su mayor parte en Jordania. Debía empezar en marzo de 2020, pero se aplazó como consecuencia de la pandemia de Covid-19. Por ello se rodaron primero las escenas situadas en Corea, a la espera de poder ir a Jordania. Finalmente, y gracias a un permiso especial de las autoridades jordanas, el reparto y el equipo de producción pudo entrar en el país a mediados de julio del mismo año. Las restricciones de los primeros meses de pandemia dificultaron grandemente el trabajo de producción: hubo problemas por las cuarentenas y en la adquisición de accesorios y efectos especiales, e incluso de alimentos.
Tampoco pudo respetarse la fecha de estreno programada inicialmente, septiembre de 2022. A los retrasos debidos a la pandemia se sumó la agenda de los protagonistas, que estaban ocupados en otros rodajes y no tomaron parte en la promoción. El 7 de diciembre de 2022 se anunció la fecha de estreno y se lanzaron el primer cartel y el primer tráiler de la película. El 22 del mismo mes se publicó un segundo cartel. Hwang Jung-min y Hyun Bin sí asistieron, ya en enero de 2023, a la conferencia de prensa y al preestreno vip.

## Estreno y taquilla
The Point Men se estrenó el 18 de enero de 2023 en 1289 salas, a las que asistieron más de 104 000 espectadores. Con ello ocupó el primer lugar en la taquilla desplazando a Avatar: The Way of Water, que lo había mantenido durante 36 días desde su estreno. En la semana del 16 al 22 de enero encabezó asimismo la recaudación, con 5 252 515 dólares y 658 997 espectadores. A los siete días de su estreno superó el millón de entradas. Al final de su periodo de exhibición, alcanzó los números de 1 721 111 espectadores y 13 556 686 dólares de taquilla, y estaba en cuarta posición por taquilla entre las películas surcoreanas estrenadas en 2023.
Después de su lanzamiento en Corea, se estrenó también en Estados Unidos el 27 de enero, en Hong Kong y Macao el 2 de febrero, en Taiwán el 3, en Filipinas el 8, en Tailandia el 23 y en Camboya el 3 de marzo.

## Crítica
Lee Da-won (Sports Kyunghyang) escribe que «la narración del director Im Soon-rye es, como se esperaba, limpia y clara» para una «película técnicamente bien hecha» donde destacan las hábiles actuaciones de Hwang Jung-min y Hyun Bin, aunque apunta también que «la falta de catarsis en la "epopeya de vencer al mal y rescatar a los débiles" es una gran debilidad que no asegura el éxito» del filme. El motivo de ello es que muchos espectadores surcoreanos podrían no sentirse cómodos ante la historia contada, y no empatizar con los personajes.
Han Hyun-jung (Maeil Business Star Today) incide también en que la historia de partida es «un material tridimensional con muchos gustos y disgustos obvios y mucha controversia» que «se completó de una manera estable, plana y clara. Lo tiene todo, pero no tiene impacto». Describe la película como una fórmula perfecta de obra comercial, con una historia fácil, sin giros irrazonables o complejos, y personajes que cumplen su papel fielmente: un trabajo «correcto» pero «insípido».
Kim Seong-chan (Cine 21) nota la paradoja de que predomine la sensación de fracaso en una historia que es la de un éxito (pues se logró la liberación de la gran mayoría de los rehenes): «la sensación de letargo lastrado por el fracaso parece jugar un papel más importante en la película que la alegría del éxito. Esto se debe a que la película está salpicada de registros de fracasos, excepto por el momento al final de la película donde es ambiguo si es un fracaso o un éxito».

## Premios y nominaciones
| Año  | Premios              | Categoría                     | Candidato     | Resultado | Ref.          |
| ---- | -------------------- | ----------------------------- | ------------- | --------- | ------------- |
| 2023 | Baeksang Arts Awards | Mejor actor de reparto - cine | Kang Ki-young | Nominado  | [ 28 ] [ 29 ] |